# Ulrika Göthlin
Anna Ulrika Christina Göthlin, tidigare Olsson, född 26 november 1966, är en svensk före detta handbollsspelare. Hon är högerhänt och spelade vänstersexa i landslaget och vänsternia i klubblaget.

## Karriär
Ulrika Göthlin började spela handboll i Karlstad i IF Hellton som ung. Som 16-åring gjorde hon elitseriedebut 1983, och spelade i klubben tills hon var 20. Hon flyttade då till Stockholm för studier på GIH och bytte klubb till Stockholmspolisen där hon landslagsdebuterade och blev svensk mästare 1989/1990. Hon vann dessutom skytteligan detta år. Efter färdiga studier flyttade hon till Västerås och började spela för Irsta HF. Någon svensk titel med detta lag blev det inte, men väl serieseger. Hon blev 1992/1993 utsedd till Årets handbollsspelare i Sverige och fortsatte att spela i klubblaget till år 2000 då Ulrika Göthlin (då Olsson) gjorde sitt sista slutspel. Hon har två döttrar som spelar handboll i Västerås Irsta. Yngsta dottern var med och vann JSM-guld 2015/2016 för Västerås Irsta

## Landslaget
Göthlin landslagsdebuterade mot Polen 1988. Mästerskapsdebut i VM 1990.  Ulrika Göthlin (Olsson) spelade sedan även i VM 1993 i Norge. Hon spelade sin sista landskamp 1994. Hon är Stor Flicka.